# Donald Thomas (atlet)
Donald Thomas (* 1. července 1984, Freeport) je bahamský atlet, který se v roce 2007 stal v Ósace mistrem světa ve skoku do výšky.
Na střední škole se věnoval atletice. Během studií na Lindenwoodské univerzitě v USA se však začal profesionálně věnovat basketbalu. K výšce se vrátil v lednu roku 2006, nadále se ale rovněž věnoval i basketbalu.
V roce 2006 skončil čtvrtý na hrách Commonwealthu v Melbourne. O rok později získal stříbrnou medaili na Panamerických hrách v Rio de Janeiru. V témže roce se stal překvapivým vítězem na mistrovství světa 2007 v japonské Ósace, kde překonal napoprvé 235 cm. Titul mistra světa potvrdil na světovém atletickém finále ve Stuttgartu. Reprezentoval na letních olympijských hrách v Pekingu 2008. V kvalifikaci však skočil pouze 220 cm a do finále nepostoupil. Sítem kvalifikace neprošel rovněž na mistrovství světa 2009 v Berlíně.